# AMC電影院

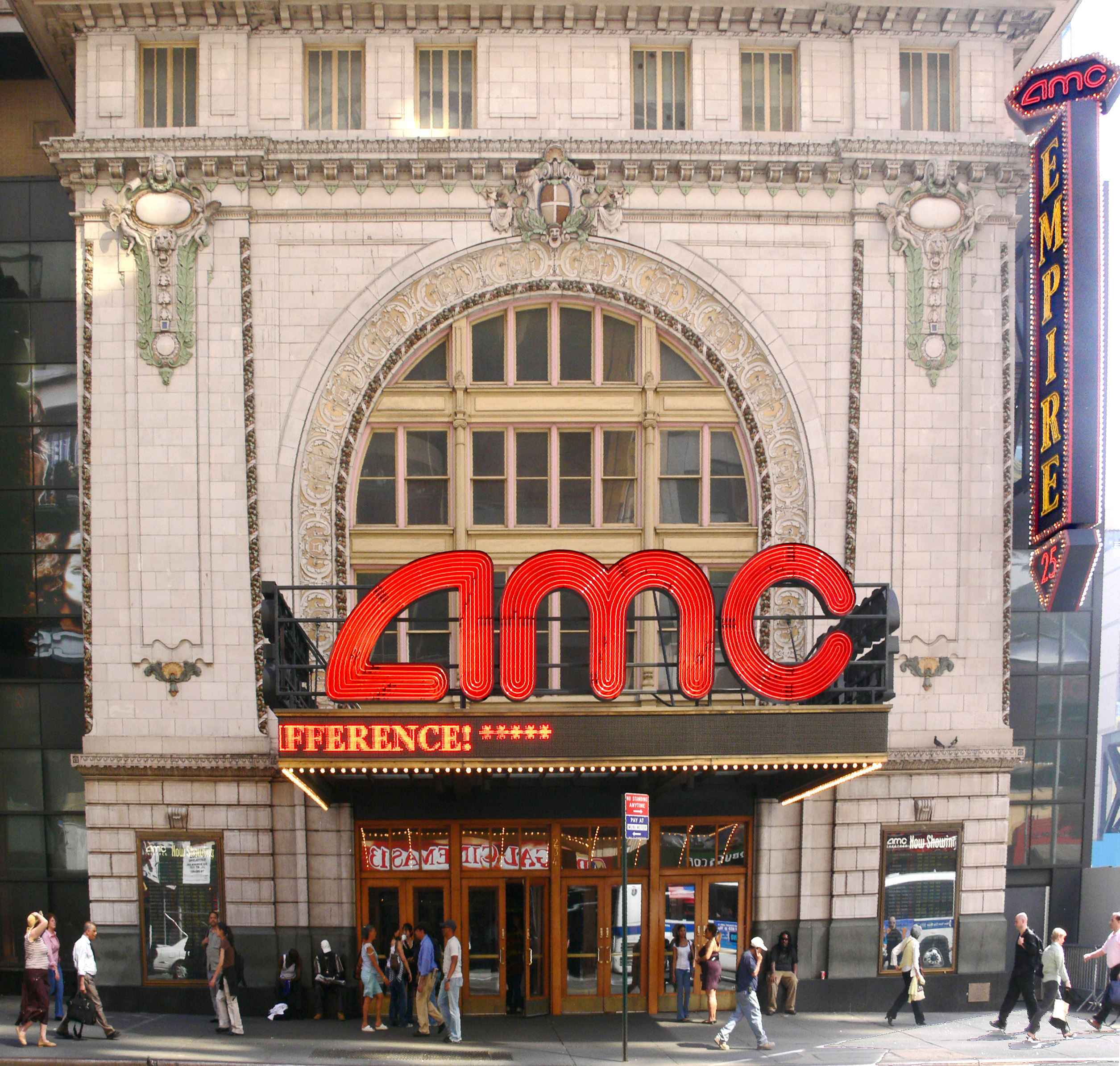
紐約市第42街Empire Theatre

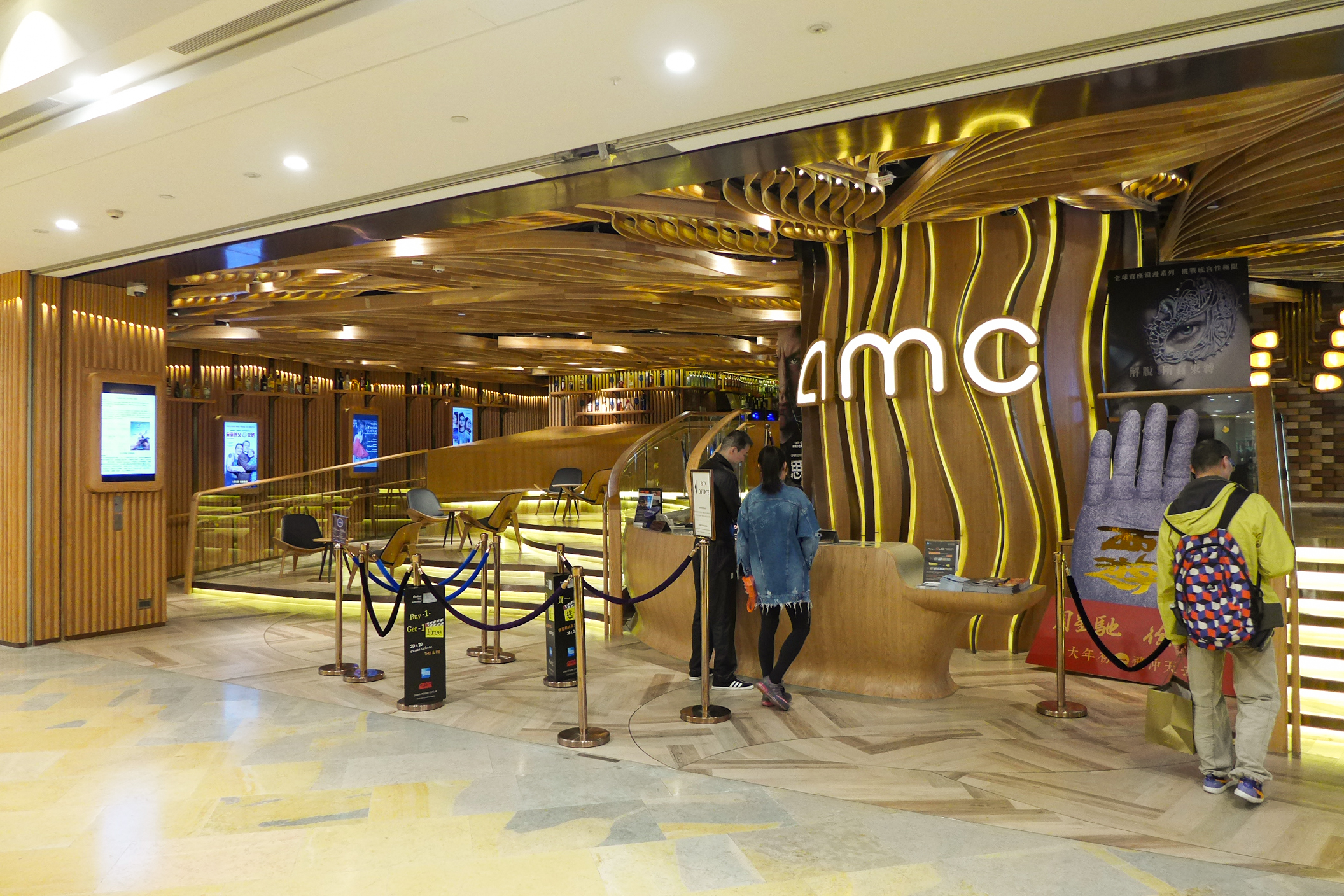
金鐘太古廣場AMC電影院，在2016年翻新，於2020年結業

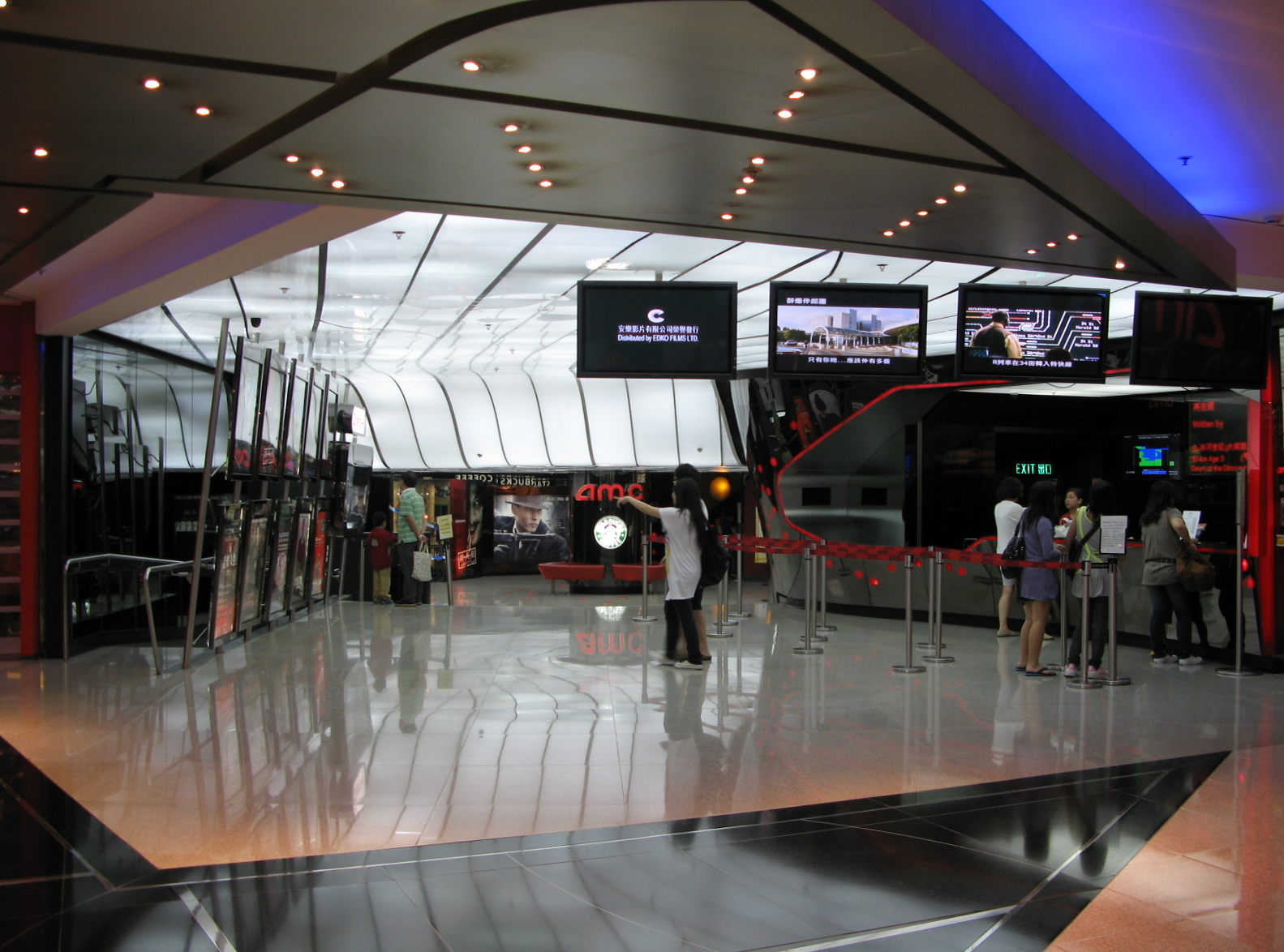
AMC又一城是香港第一家AMC電影院，於2016年1月結業

AMC電影院（英語：AMC Theatres；简写自American Multi-Cinema）是一間美國的連鎖電影院，總部位於堪薩斯城附近的黎霧城，并且它是世界最大的连锁院线。AMC電影院成立於1920年，在美國劇院市場中佔有最大的份額，領先於Regal和喜滿客影城(Cinemark Theatres)。
在2016年收购欧典院线，United Cinemas International，和卡麦克院线之后，AMC電影院成為在全世界和在美國最大的連鎖電影院，在美國共有620家影院和7,967塊螢幕，和在歐洲共有358家影院和2,866塊螢幕。
AMC曾進駐巴西、加拿大、智利、日本、墨西哥、葡萄牙、南韓、西班牙、瑞典、匈牙利和香港等國與地區。
AMC娱乐公司财报显示，公司2018财年第一财季营业收入为13.836亿美元，同比上涨8%，其中净利润为1770万美元。目前，AMC在美国会员数已经超过了1300万。
該公司2013年底在紐約證券交易所上市；從2012年到2018年，中國企業集團萬達集團擁有該公司的多數股權。私募股權公司银湖合伙在2018年9月對AMC進行了6億美元的投資，但由于AMC股票投票權的構成方式，萬達集團仍控制著AMC的大多數董事會席位。在COVID-19大流行导致的金融低迷中，2021年1月，由于AMC的新融资，以及银湖在軋空后将其持有的6亿美元债务转为股权，万达的所有权被日益稀释。2021年2月初，万达将B类股转为A类股，从而降低了其投票权。截至2021年3月3日，万达减持AMC股份及投票权至9.8%，已不再拥有多数控制权。2021年5月18號万達減持AMC股份降至10,000股A类股，占已发行股份总数的0.002%。

## 历史

### 万达集团收购（2012-2021）
2012年5月21日，萬達集團以26億美元收購該公司多数股權，這是自從吉利汽車收購沃尔沃汽车後，中国企业进行的第二次海外最大規模收購行動。2013年，万达帮助AMC成功IPO上市，并持有AMC大部分股份。
2016年3月3日，AMC以11億美元現金收購卡邁克電影院（Carmike Cinemas）組成美國以至全球的最大連鎖院線。
2016年7月12日，AMC以9.21億英鎊收購歐洲第一大院線 Odeon & UCI院線。Odeon & UCI院線是歐洲最大電影院線，擁有242家影院2236塊銀幕，近12個月收入約11.56億美元，佔據歐洲約20%的市場份額。
2016年7月25日，AMC上調对卡邁克電影院（Carmike Cinemas）的收購價，由每股30美元提高到每股33.06美元或1.0819份AMC股份。總交易額約12億美元，包括5.85億現金、2.5億股票和債務。
2017年1月23日，AMC以9.3億美元收購北欧最大院線北欧院线集团 (Nordic Cinema Group)。北欧院线集团是北欧市场份额排名第一的院线，在北欧50个主要大中城市拥有118家影院、664块银幕。
2018年，万达集团以6亿美元向投资公司银湖合伙出售了所持的较大一部分AMC股份，出售后万达的剩余股份从之前的约60%降至约38%。

#### 股票暴涨，万达集团控制权结束
2021年1月26日，AMC表示已经筹集了9.17亿美元的新资金，包括5.06亿美元的股权和新普通股，以及4.11亿美元的债务融资承诺。该公司表示，这笔新资金“应该能让公司度过这个受冠状病毒影响的黑暗冬天”。第二天，作为Reddit社区r/wallstreetbets协调的一系列更广泛的軋空的一部分（主要针对电子游戏零售商GameStop），AMC的股价经历了一次重大的、300%的暴涨，最高达到20.36美元。这次暴涨触发了银湖合伙的可转换债券；1月28日，银湖达成协议，以每股13.51美元的价格将其持有的6亿美元AMC债务转换为股权。
2021年2月5日，万达集团在美国的子公司向美国证券交易委员会（SEC）提交文件，称其已将B类普通股转换为A类股，以允许其出售。虽然万达仍然是AMC最大的单一股东，但由于A类股只能提供每股一票的投票权，因此此次转换以及AMC的融资努力使其持股比例低于37%，实际上放弃了其多数控制权。
在2021年3月的第四季度财报电话会议上，该公司报告称其收入同比下降了88%。首席执行官亚当·阿隆（Adam Aron）表示，AMC正面临“公司百年历史上最具挑战性的市场状况”，但他提到COVID-19疫苗接种的进展、允许纽约市和洛杉矶的电影院重开的决定以及“大量”即将上映的大片是乐观的迹象。阿隆还证实，万达不再拥有多数控制权，该公司现在将“像其他大多数上市公司一样，由众多股东管理”。5月18日，万达出售了除10,000 股外的所有股票，以4.269亿美元的价格出售了3040万股股票，4月也以2.2亿美元的价格卖出股票。

## 香港的AMC
過去香港曾經有兩間AMC戲院。
位於九龍塘的AMC又一城是香港第一家AMC電影院，於1998年12月17日開幕。當時其豪華的設備遠超本地其他影院，為本港高檔次影院的先驅之一。此影院開幕時共有11個放映廳，可容納1,950人，後經過裝修改為現有7個放映院，約1,200個座位。唯2015年11月27日AMC突然於官方 Facebook 宣佈，由於租約期滿，營業至2016年1月3日，由洲立影藝旗下的MCL院線接手營業。
2006年1月，AMC將於香港的電影院業務交予Suntech International Management Limited（下稱 Suntech）管理，但影院名稱維持不變。Suntech屬安樂影片有限公司旗下，該公司亦在香港經營百老匯院線。
同年12月9日，位於金鐘太古廣場的AMC Pacific Place開幕。此影院共有六個放映廳約600個座位，包括一個只有39個座位的精選影院，可供舉行私人聚會。AMC Pacific Place貫徹 AMC 於本地的高檔次形象，坐位舒適寬闊，音響設備完善，力足與港島區另一高價影院Palace IFC看齊（雖兩者皆由百老匯院線經營）。
2020年3月，百老匯院線宣佈其擁有的AMC品牌特許經營期於同月底屆滿，AMC Pacific Place於同年4月1日起更名成為MOViE MOViE Pacific Place。AMC戲院在香港約22年的歷史，隨住其撤出香港市場而正式落幕。

## 外部連結
- 美國AMC（页面存档备份，存于）
- 香港AMC（页面存档备份，存于）